# Xander Corvus
Xander Corvus (Columbus, 18 novembre 1988) è un attore pornografico, regista e cantante statunitense.

## Biografia
Xander Corvus ha iniziato la sua carriera di attore pornografico a 21 anni nel 2010. Nel 2013 Cameron Bay ha girato con lui la sua ultima scena prima di risultare positiva all'HIV; lui, invece, è risultato negativo al test spegnendo in questo modo le numerose polemiche che si erano generate visto che l'attore aveva girato successivamente altre scene. Agli AVN Awards 2017 per la sua interpretazione The Preacher's Daughter in ha vinto il premio come miglior attore. In carriera ha girato oltre 2500 scene con le più grandi case di produzione ottenendo numerosi AVN e XBIZ Awards.

## Attivismo
Insieme alle colleghe Codi Vore, Tegan Trex e Summer Hart la SW Mutual Aid Vegas, una organizzazione a tutela dei lavoratori dell'industria pornografica.

## Riconoscimenti
- AVN Awards
  - 2012 – Best Male Newcomer[6]
  - 2012 – Best Supporting Actor per Star Trek: The Next Generation – A XXX Parody[7]
  - 2014 – Best Supporting Actor per Underworld[8]
  - 2015 – Best Supporting Actor per Holly... Would[9]
  - 2017 – Best Actor per The Preacher's Daughter[10]
  - 2018 – Best Group Sex Scene per Angela 3 con Angela White, Mick Blue, Markus Dupree, Toni Ribas e John Strong[11]
  - 2021 – Best Supporting Actor per The Summoing[12]
  - 2025 - Best International Anal Sex Scene per Scandalous con Ella Hughes[13]
- XBIZ Awards
  - 2012 – New Male Performer Of The Year[14]
  - 2012 – Supporting Acting Performance Of The Year - Male per Horizon[15]
  - 2013 – Best Scene - Couples-Themed Release per A Mother's Love 2 con Lucky Starr[16]
  - 2015 – Best Actor - Couples-Themed Release per The Sexual Liberation of Anna Lee[17]
  - 2016 – Best Scene - Couples-Themed Release per My Sinful Life con Riley Reid e Romi Rain[18]
  - 2017 – Male Performer Of The Year[19]
  - 2017 – Best Actor - Feature Release per The Preacher's Daughter[20]
  - 2017 – Best Sex Scene - Couples-Themed Release per The Switch con Katrina Jade[21]
- XRCO Award
  - 2011 – Best New Stud[22]